# Lysandra atrescens
Lysandra atrescens är en fjärilsart som beskrevs av Ruggero Verity 1926. Lysandra atrescens ingår i släktet Lysandra och familjen juvelvingar. Inga underarter finns listade i Catalogue of Life.